# ALICE IV
『ALICE IV』（アリス・フォー）は1975年5月にリリースされたアリスの4枚目のオリジナル・アルバム。

## 概要
デビュー4周年に突入した当日に発売された。
本作は前3作とは異なり、本作からの先行シングル楽曲はなく、リカットされた楽曲も存在しない。
収録曲の中の「黒い瞳の少女」と「ポイント・アフターの夜」の2曲はアリスがポリスターへ移籍した後の1981年にシングルが発売されているが、音源は本作に収録されているものと同一である。
1992年に初CD化され、1998年,2001年,2006年（紙ジャケット仕様）にもリリースされている。

## 収録曲

### LP盤 / CT盤
| 全作詞: 谷村新司。 |                        |           |           |          |      |
| #                  | タイトル               | 作詞      | 作曲      | 編曲     | 時間 |
| 1.                 | 「黒い瞳の少女」       | 谷村新司  | 堀内孝雄  | 矢沢透   | 2:20 |
| 2.                 | 「生きているから」     | 谷村新司  | 谷村新司  | 篠原信彦 | 3:47 |
| 3.                 | 「甘い夢」             | 谷村新司  | 谷村新司  | 青木望   | 5:10 |
| 4.                 | 「レンガ通り」         | 谷村新司  | 矢沢透    | 矢沢透   | 3:19 |
| 5.                 | 「恋は風車のように」   | 谷村新司  | 堀内孝雄  | 青木望   | 3:06 |
| 6.                 | 「やさしさに包まれて」 | 谷村新司  | 谷村新司  | 矢沢透   | 3:03 |
| 合計時間:          | 合計時間:              | 合計時間: | 合計時間: | 20:45    |      |

| 全作詞: 谷村新司（#3、作詞: 矢沢透）。 |                            |                              |           |          |      |
| #                                      | タイトル                   | 作詞                         | 作曲      | 編曲     | 時間 |
| 1.                                     | 「ポイント・アフターの夜」 | 谷村新司（#3、作詞: 矢沢透） | 谷村新司  | 篠原信彦 | 3:11 |
| 2.                                     | 「人生の道」               | 谷村新司（#3、作詞: 矢沢透） | 堀内孝雄  | 矢沢透   | 4:07 |
| 3.                                     | 「想春賦」                 | 谷村新司（#3、作詞: 矢沢透） | 矢沢透    | 青木望   | 5:05 |
| 4.                                     | 「太陽に背を向けて」       | 谷村新司（#3、作詞: 矢沢透） | 堀内孝雄  | 矢沢透   | 4:00 |
| 5.                                     | 「シベリア悲話」           | 谷村新司（#3、作詞: 矢沢透） | 谷村新司  | 青木望   | 5:37 |
| 6.                                     | 「彷徨」                   | 谷村新司（#3、作詞: 矢沢透） | 谷村新司  | 青木望   | 2:54 |
| 合計時間:                              | 合計時間:                  | 合計時間:                    | 合計時間: | 24:54    |      |

### CD盤
| 全作詞: 谷村新司（#9、作詞: 矢沢透）。 |                            |                              |           |          |      |
| #                                      | タイトル                   | 作詞                         | 作曲      | 編曲     | 時間 |
| 1.                                     | 「黒い瞳の少女」           | 谷村新司（#9、作詞: 矢沢透） | 堀内孝雄  | 矢沢透   | 2:20 |
| 2.                                     | 「生きているから」         | 谷村新司（#9、作詞: 矢沢透） | 谷村新司  | 篠原信彦 | 3:47 |
| 3.                                     | 「甘い夢」                 | 谷村新司（#9、作詞: 矢沢透） | 谷村新司  | 青木望   | 5:10 |
| 4.                                     | 「レンガ通り」             | 谷村新司（#9、作詞: 矢沢透） | 矢沢透    | 矢沢透   | 3:19 |
| 5.                                     | 「恋は風車のように」       | 谷村新司（#9、作詞: 矢沢透） | 堀内孝雄  | 青木望   | 3:06 |
| 6.                                     | 「やさしさに包まれて」     | 谷村新司（#9、作詞: 矢沢透） | 谷村新司  | 矢沢透   | 3:03 |
| 7.                                     | 「ポイント・アフターの夜」 | 谷村新司（#9、作詞: 矢沢透） | 谷村新司  | 篠原信彦 | 3:11 |
| 8.                                     | 「人生の道」               | 谷村新司（#9、作詞: 矢沢透） | 堀内孝雄  | 矢沢透   | 4:07 |
| 9.                                     | 「想春賦」                 | 谷村新司（#9、作詞: 矢沢透） | 矢沢透    | 青木望   | 5:05 |
| 10.                                    | 「太陽に背を向けて」       | 谷村新司（#9、作詞: 矢沢透） | 堀内孝雄  | 矢沢透   | 4:00 |
| 11.                                    | 「シベリア悲話」           | 谷村新司（#9、作詞: 矢沢透） | 谷村新司  | 青木望   | 5:37 |
| 12.                                    | 「彷徨」                   | 谷村新司（#9、作詞: 矢沢透） | 谷村新司  | 青木望   | 2:54 |
| 合計時間:                              | 合計時間:                  | 合計時間:                    | 合計時間: | 45:39    |      |